# Mikołaj Kamieniecki
Mikołaj Kamieniecki (Odrzykoń, 1460 - Krakau, 15 april 1515) was een Poolse szlachta en was de eerste grootkroonhetman.

## Biografie
Mikołaj Kamieniecki was de oudste zoon van slotvoogd Henryk Kamienicki en Katarzyna Pieniażkówna. Mikolaj werd een onderdaan van de koningen Jan I Albrecht en Casimir I van Polen. Hij werd benoemd tot slotvoogd van Sandomierz en woiwode van het Woiwodschap Krakau. Tussen 1503 en 1515 diende hij als grootkroonhetman en in deze functie versloeg hij de Vlachen in de Slag bij Czerniowce in 1509 en in 1512 wist hij de Ottomanen te verslaan in de Slag bij Łopuszno. Hij overleed op 15 april 1515 en werd begraven in de Wawelkathedraal.